# ليتلتون (ماساتشوستس)
ليتلتون (بالإنجليزية: Littleton, Massachusetts)‏ هي معلم جغرافي تقع في الولايات المتحدة في مقاطعة ميدلسيكس (ماساشوستس). يقدر عدد سكانها بـ 8,924 نسمة ومساحتها 45.5 كم2 وترتفع عن سطح البحر 70 متر.

## معرض صور

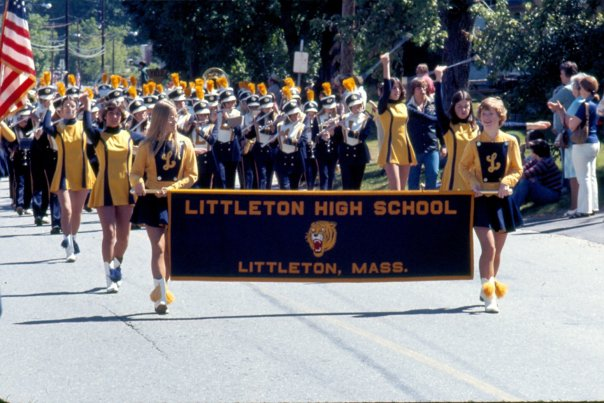
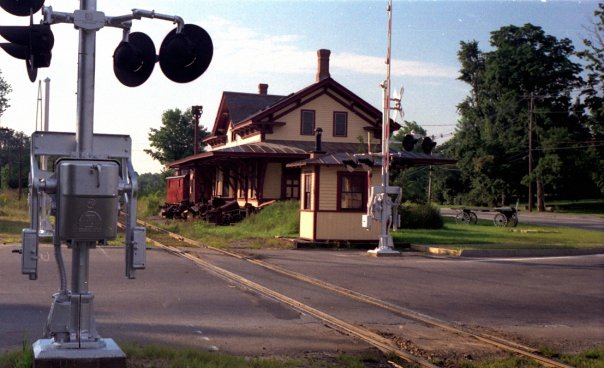
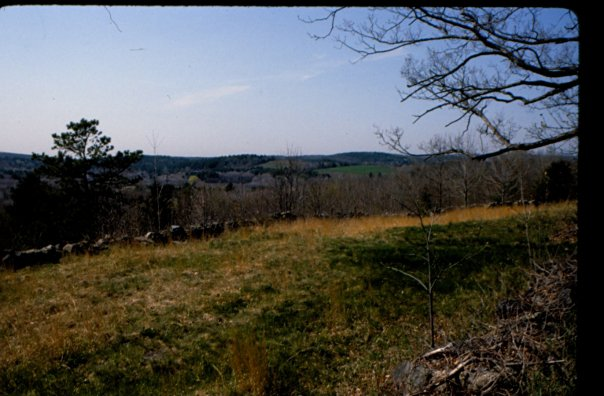
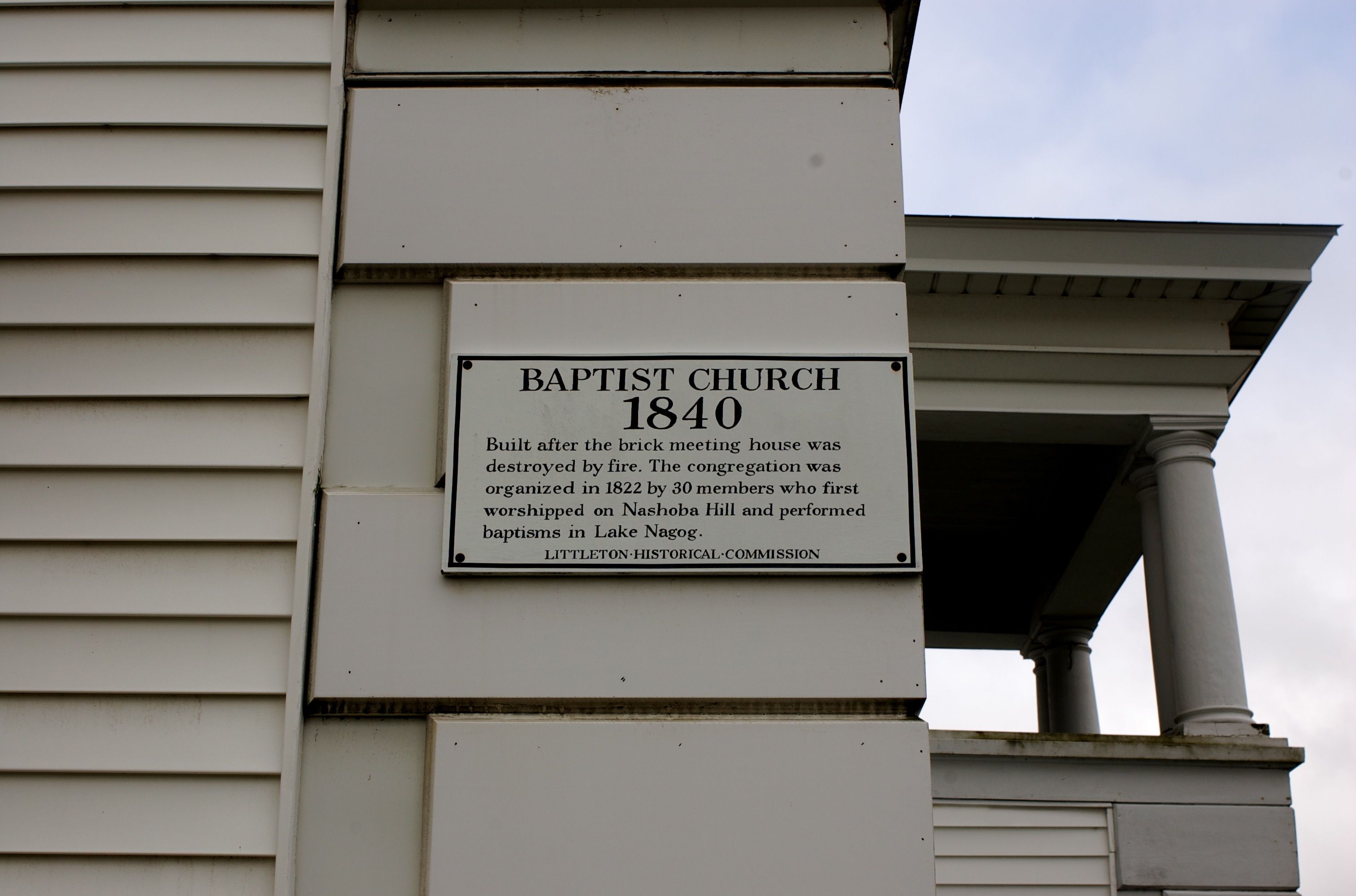
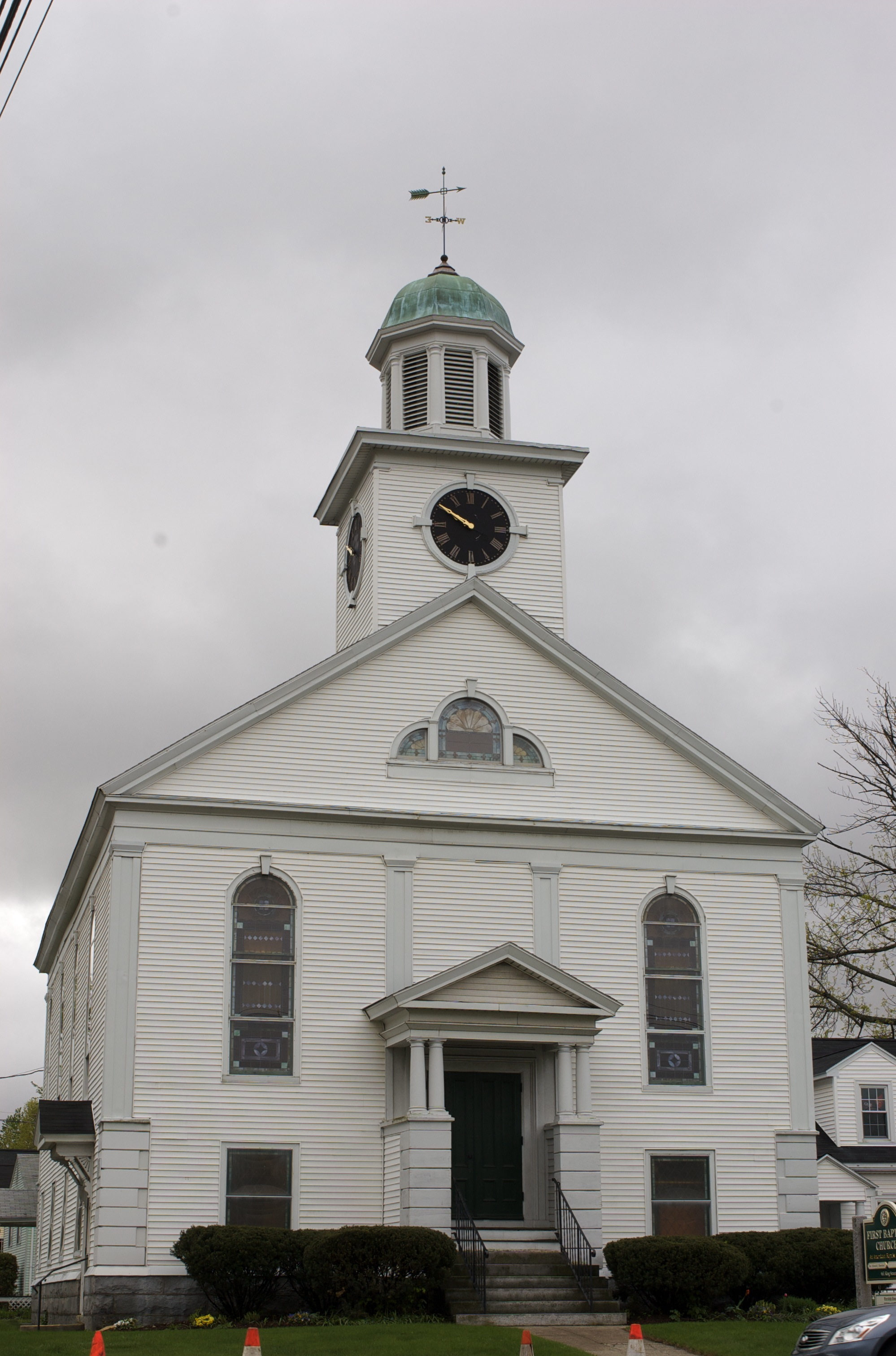
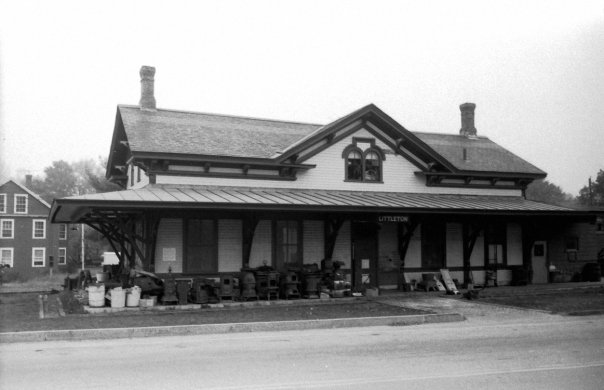

## أعلام
- شون اندروز
- مارغريت هاروود
- هاريسون ريد